# Barnyard (film)
Barnyard (Nederlands: Beestenboel) is een film uit 2006 onder regie van Steve Oedekerk.

## Verhaal
Otis is een koe en leeft zijn heerlijke leventje op een boerderij. Het leven is voor hem één groot feest en dat moet gevierd worden! Als hij van het ene op het andere moment de verantwoordelijkheid krijgt opgedrongen voor de veiligheid en het welzijn van alle dieren op de boerderij zal hij in zeer korte tijd volwassen moeten worden en moeten inzien dat hij zich anders moet opstellen om niet te falen.

## Oorspronkelijke acteurs
| Acteur           | Personage      |
| ---------------- | -------------- |
| Kevin James      | Otis           |
| Sam Elliott      | Ben            |
| Courteney Cox    | Daisy          |
| Danny Glover     | Miles          |
| Wanda Sykes      | Bessy          |
| Andie MacDowell  | Etta           |
| David Koechner   | Dag            |
| Rob Paulsen      | Peck / Skunk   |
| John Di Maggio   | Bud / O'Hanlon |
| Maurice LaMarche | Igg            |

## Nederlandse acteurs
Vanaf 14 februari 2007 was Barnyard ook in Nederland te zien. Naast de originele versie was er ook een Nederlandstalige versie in de bioscopen te zien met de volgende stemmen:
| Acteur                | Personage                                                  |
| --------------------- | ---------------------------------------------------------- |
| Kasper van Kooten     | Otis de Koe                                                |
| Pim Koopman           | Ben de Koe                                                 |
| Niki Romijn           | Daisy de Koe                                               |
| Oscar Harris          | Miles de Muilezel                                          |
| Inge Severijnse       | Bessy de Koe                                               |
| Ine Kuhr              | Etta de Hen                                                |
| Marlies Somers        | Maddy het Kuikentje                                        |
| Jan Nonhof            | Dag de Coyote                                              |
| Reinder van der Naalt | Pip de Muis                                                |
| Pepijn Gunneweg       | Peck de Haan                                               |
| Johnny Kraaijkamp jr. | Freddy de Fret                                             |
| Nico van der Knaap    | Pig het Varken                                             |
| Job Schuring          | Duke de Hond                                               |
| Bianca Krijgsman      | Mrs Beady de buurvrouw                                     |
| Sandro van Breemen    | Agent O'Hanlon/Snotty Boy het rotjoch/Mr. Beady de buurman |
| Fred Meijer           | Eddie de Jersey Koe                                        |
| Stan Limburg          | Bud de Jersey Koe                                          |
| Rinie van den Elzen   | Igg de Jersey Koe                                          |
| Anneke Beukman        | Diverse stemmen                                            |
| Rosa Mee              | Diverse stemmen                                            |
| Evert de Vries        | Diverse stemmen                                            |

Stan Limburg zorgde ook voor de vertaling en de Nederlandse dialoogregie.

## Spin-off
Nadat de film was verschenen, heeft Nickelodeon bekendgemaakt dat er een spin-off zou komen. De première hiervan was op 29 september 2007 uitgebracht onder de naam Back at the Barnyard. In Nederland debuteerde deze op 24 augustus 2008.